# Allotanais hirsutus
Allotanais hirsutus är en kräftdjursart som först beskrevs av Frank Evers Beddard 1886.  Allotanais hirsutus ingår i släktet Allotanais och familjen Tanaidae. Inga underarter finns listade i Catalogue of Life.